# Horehronie

Das Gebiet Horehronie umfasst die Landkreise Banská Bystrica und Brezno

Horehronie (deutsch etwa Oberes Grantal) ist eine Region in der Slowakei.
Sie erstreckt sich über die Gebiete der Okresy Banská Bystrica und Brezno und beginnt im Westen etwa bei der Abzweigung der Straße nach Ľubietová von der Hauptstraße im Tal des Hron und endet im Osten bei der Ortschaft Telgárt.
Die Region ist aufgrund der Mannigfaltigkeit der Karstlandschaft (Spišsko-gemerský kras) und des Kulturreichtums eine der malerischsten der Slowakei.
Bekannt ist auch der typische „mehrstimmige Gesang aus Horehronie“. Häufig singen Amateurchöre a cappella im Wechsel zwischen einem Vorsänger und dem Chor über Themen der Landwirtschaft, der Familien oder aktueller Ereignisse. Diese traditionelle Ausdrucksform ist seit 2017 ein Teil der UNESCO-Liste des immateriellen Kulturerbes der Menschheit.